# Christian Bussi

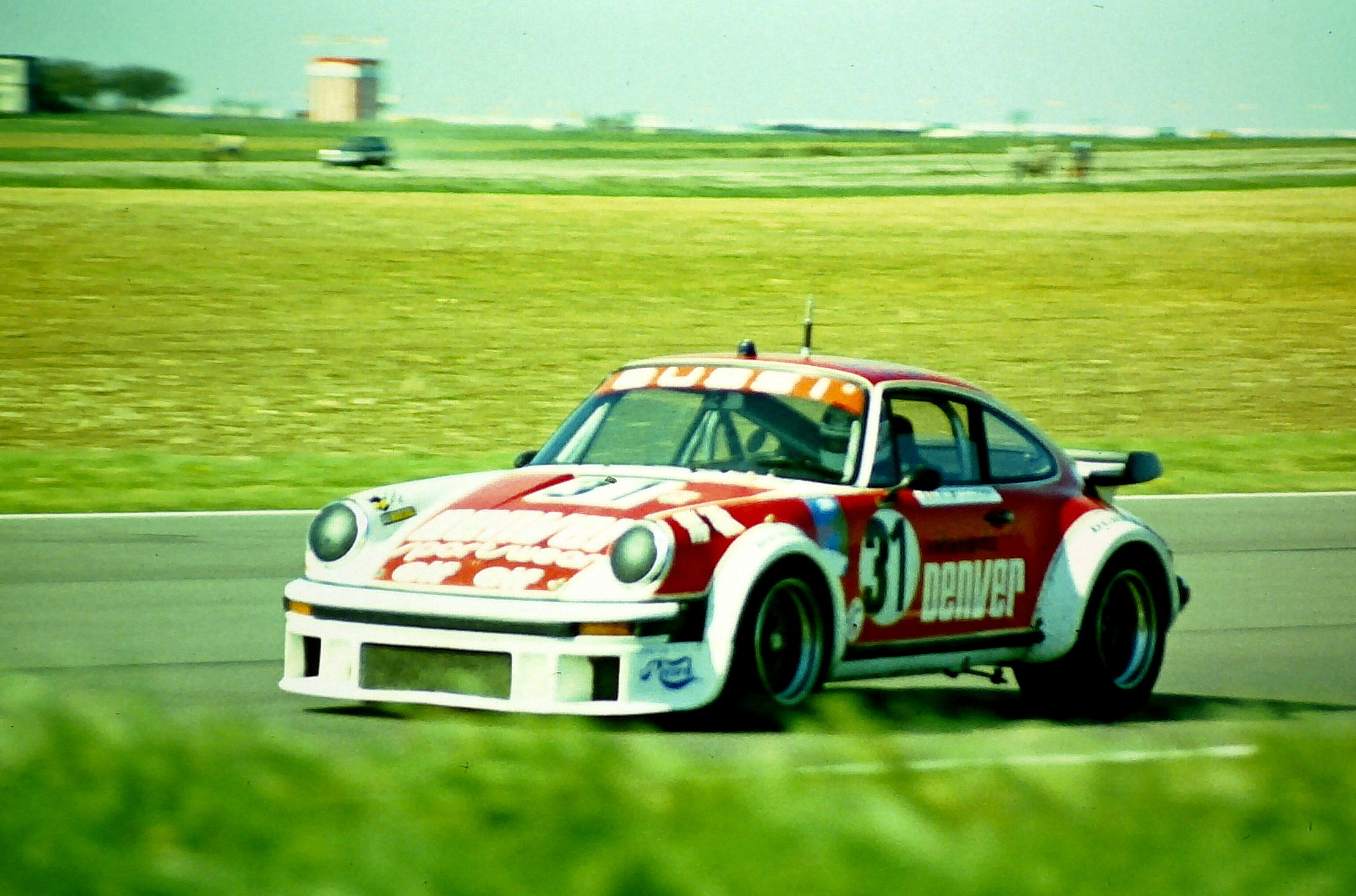
Der von Christian Bussi beim 6-Stunden-Rennen von Silverstone 1980 gefahrene Porsche 934

Christian Bussi (* 23. März 1945 in Mont-de-Marsan) ist ein ehemaliger französischer Automobilrennfahrer und Rennstallbesitzer.

## Karriere im Motorsport
Wie bei vielen französischen Rennfahrern gibt es auch bei Christian Bussi eine enge Verbindung mit dem 24-Stunden-Rennen von Le Mans. Seinen ersten Start bei diesem Langstreckenrennen absolvierte er 1975; sein letztes Antreten datiert aus dem Jahr 1985. Neben seinem Engagement in Le Mans bestritt er Ende der 1970er-Jahre und Anfang der 1980er-Jahre Rennen zur Sportwagen-Weltmeisterschaft. Bussi betrieb einen eigenen Rennstall und ging fast ausschließlich für diesen an den Start. In den ersten Jahren fuhr er mit Fahrzeugen von Porsche, ab 1982 mit zwei Modellen, die von seinem Landsmann Jean Rondeau entwickelt wurden; dem Rondeau M382 und dem Rondeau M482.
Sein bestes Ergebnis in Le Mans war der 15. Endrang 1982, im M382 und mit den beiden Belgiern Pascal Witmeur und Bernard de Dryver als Partnern. In der Sportwagen-Weltmeisterschaft war seine beste Platzierung der vierte Rang beim 6-Stunden-Rennen von Mugello 1981.

## Statistik

### Le-Mans-Ergebnisse
| Jahr | Team                    | Fahrzeug                | Teamkollege           | Teamkollege           | Platzierung | Ausfallgrund  |
| ---- | ----------------------- | ----------------------- | --------------------- | --------------------- | ----------- | ------------- |
| 1975 | Écurie Armagnac Bogorre | Porsche 911 Carrera RSR | Patrick Metral        |                       | Rang 23     |               |
| 1976 | Philippe Dagoreau       | Porsche 911 Carrera RSR | Philippe Gurdjian     | Christian Gouttepifre | Ausfall     | Motorschaden  |
| 1978 | André Gahinet           | Porsche 934             | Jean-Claude Briavoine | André Gahinet         | Rang 17     |               |
| 1979 | Christian Bussi         | Porsche 934             | Bernard Salam         |                       | Ausfall     | Unfall        |
| 1980 | ASA Cachia              | Porsche 934             | Bernard Salam         | Cyril Grandet         | Ausfall     | Motorschaden  |
| 1982 | Bussi Team              | Rondeau M382            | Pascal Witmeur        | Bernard de Dryver     | Rang 15     |               |
| 1984 | Christian Bussi         | Rondeau M382            | Jack Griffin          | Bruno Ilien           | Ausfall     | Gaspedalbruch |
| 1985 | Christian Bussi         | Rondeau M482            | Jack Griffin          | Marion Speer          | Ausfall     | Aufhängung    |

### Einzelergebnisse in der Sportwagen-Weltmeisterschaft
| Saison | Team                           | Rennwagen               | 1   | 2   | 3   | 4   | 5   | 6   | 7   | 8   | 9   | 10  | 11  | 12  | 13  | 14  | 15  | 16  | 17  |
| ------ | ------------------------------ | ----------------------- | --- | --- | --- | --- | --- | --- | --- | --- | --- | --- | --- | --- | --- | --- | --- | --- | --- |
| 1978   | Christian Bussi                | Porsche 934             | DAY | SEB | MUG | TAL | DIJ | SIL | NÜR | LEM | MIS | DAY | WAT | VAL | ROD |     |     |     |     |
| 1978   | Christian Bussi                | Porsche 934             |     |     |     |     | 11  |     |     | 17  |     |     |     |     |     |     |     |     |     |
| 1979   | Christian Bussi Bernard Salam  | Porsche 934             | DAY | SEB | MUG | TAL | DIJ | RIV | SIL | NÜR | LEM | PER | DAY | WAT | SPA | BRH | ROA | VAL | ELS |
| 1979   | Christian Bussi Bernard Salam  | Porsche 934             |     |     |     |     |     |     |     |     | DNF |     |     |     |     |     |     | 9   |     |
| 1980   | Christian Bussi ASA Cachia     | Porsche 935 Porsche 934 | DAY | BRH | SEB | MUG | MON | RIV | SIL | NÜR | LEM | DAY | WAT | SPA | MOS | ROA | VAL | DIJ |     |
| 1980   | Christian Bussi ASA Cachia     | Porsche 935 Porsche 934 |     | DNF |     | DNF |     |     | 10  |     | DNF |     |     |     |     |     |     | 10  |     |
| 1981   | Christian Bussi Jacques Guérin | Porsche 935             | DAY | SEB | MUG | MON | RIV | SIL | NÜR | LEM | PER | DAY | WAT | SPA | MOS | ROA | BRH |     |     |
| 1981   | Christian Bussi Jacques Guérin | Porsche 935             |     |     | 4   | DNF |     | 10  |     |     |     |     |     |     |     |     | 17  |     |     |
| 1982   | Christian Bussi Jacques Guérin | Rondeau M382            | MON | SIL | NÜR | LEM | SPA | MUG | FUJ | BRH |     |     |     |     |     |     |     |     |     |
| 1982   | Christian Bussi Jacques Guérin | Rondeau M382            | DNF | DNF |     | 15  | 13  |     |     |     |     |     |     |     |     |     |     |     |     |
| 1984   | Christian Bussi                | Rondeau M382            | MON | SIL | LEM | NÜR | BRH | MOS | SPA | IMO | FUJ | KYA | SAN |     |     |     |     |     |     |
| 1984   | Christian Bussi                | Rondeau M382            | DNF |     |     |     |     |     |     |     |     |     |     |     |     |     |     |     |     |
| 1985   | Christian Bussi                | Rondeau M482            | MUG | MON | SIL | LEM | HOK | MOS | SPA | BRH | FUJ | SEL |     |     |     |     |     |     |     |
| 1985   | Christian Bussi                | Rondeau M482            | DNF |     |     |     |     |     |     |     |     |     |     |     |     |     |     |     |     |